# Риссю

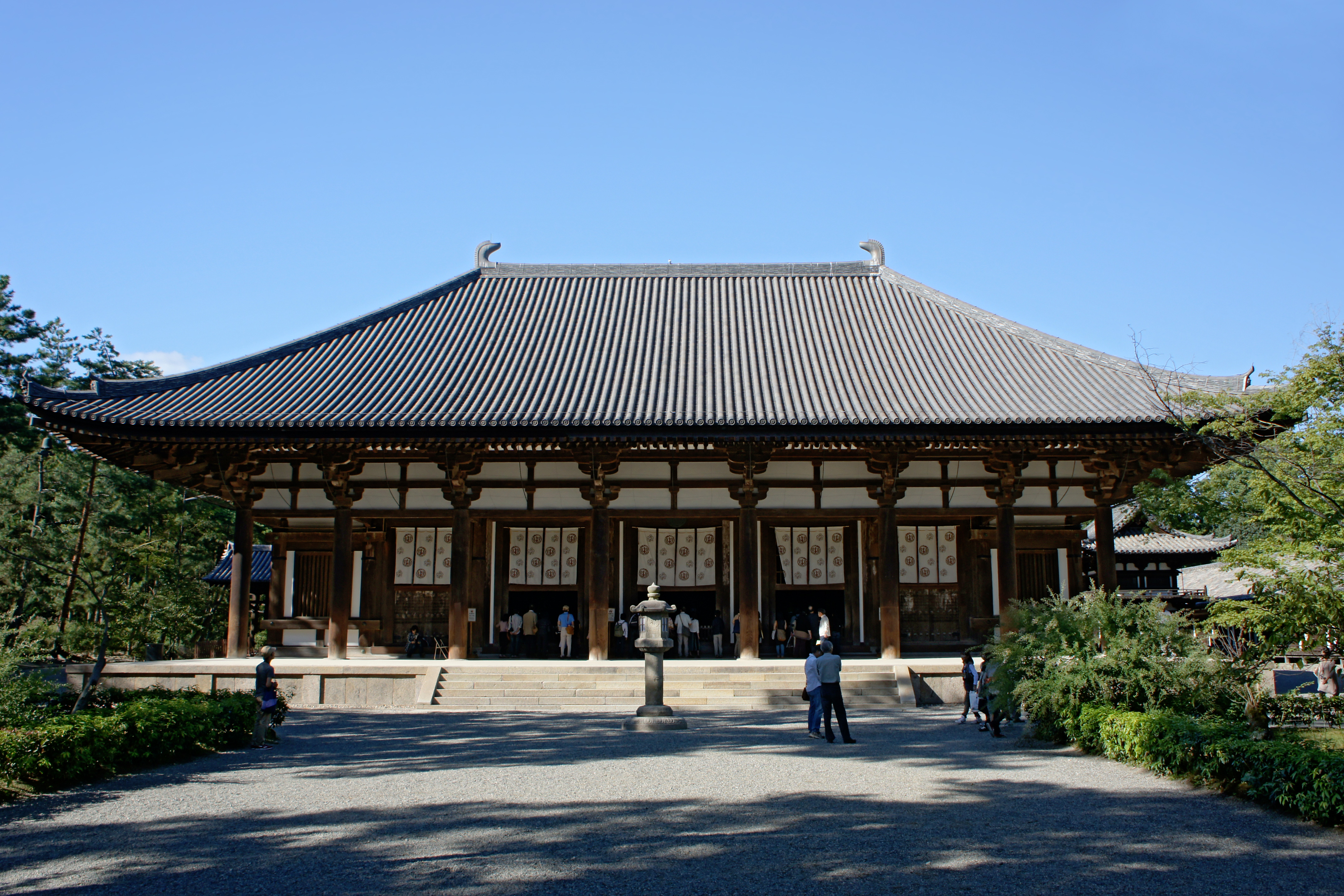
храм Тосёдай-дзи в Нара.

Риссю (яп. 律宗, «школа устава») — школа Винаи, одна из шести ранних буддийских школ Японии, принадлежащая направлению Дхармагуптаки, возникла в восьмом веке в Японии из одноимённой китайской школы Люй-цзун. 
Школа связана с колесницей хинаяны, но не является «чисто хинаянистской школой» из-за активного использования махаянской философской системы Виджнянавады.

## История Риссю
Школа Риссю была основана слепым китайским монахом Цзяньчжэнем (кит. трад. 鑒真, упр. 鉴真, пиньинь Jiànzhēn, яп. 鑑真 Гандзин, 688—763), прибывшим в Японию, в 753 году. 
Основное внимание в ней уделялось не философским теориям, а строгости практического соблюдения заповедей монашеского кодекса Винаи. В кратком варианте насчитывалось 250 заповедей для мужчин и 348 для женщин, в полном варианте число заповедей считалось «бесчисленным». Следующим после монашеских заповедей ориентиром для последователей была практика медитации.
Эта традиция использует Винаю школы Дхармагуптака.
В 753 году Цзяньчжэнь стал проповедовать своё учение в храме Тодай-дзи (яп. 東大寺) в Нара, позже центром школы стал храм Тосёдай-дзи (яп. 唐招提寺) в Нара.
В период Камакура возникло несколько направлений Риссю, получивших название по главным храмам — Тосёдай-дзи, Сайдай-дзи и Сэнъю-дзи.
В 1900 году указом правительства школа Риссю была передана в подчинение школе Сингон.
На 1992 год число последователей Риссю составляло 50 — 60 тысяч человек, а количество храмов, принадлежащих школе, было более двадцати.